# Dræsine (jernbane)
 For alternative betydninger, se Dræsine (løbemaskine).
En dræsine er et skinnekøretøj, der fremdrives manuelt med et håndtag. Den kan være forsynet med en klods der bremser det forreste hjul. Dræsinen er opkaldt efter tyskeren Karl von Drais. Der kan også være tale om et mindre motoriseret køretøj, til inspektion af banestrækninger eller transport af mandskab eller værktøj/udstyr ved reparationer langs banestrækningen.